# Sarphatimonument
Het Sarphatimonument is een monument ter ere van de 19e-eeuwse joodse Amsterdamse arts en weldoener Samuel Sarphati, in het Sarphatipark in de Amsterdamse wijk de Pijp.
Het monument is in 1886 gebouwd op een daartoe aangelegde kleine heuvel in het park. Het is een rond stenen tempelachtig bouwwerk, van 12 meter hoog, ontworpen door Jacobus Roeland de Kruijff, dat omringd wordt door water.  De waterbak bevat fonteinen en heeft een diameter van 16 meter.
In het bouwwerk bevindt zich een bronzen borstbeeld van Sarphati, een ontwerp van Sara Stracké-van Bosse.
Tijdens de Duitse bezetting van Nederland in de Tweede Wereldoorlog kregen alle straten en dergelijke die vernoemd waren naar Joden een andere naam en zo werd het Sarphatipark omgedoopt tot Bollandpark. Uit het monument werd het borstbeeld van Sarphati verwijderd. Dit werd op 18 mei 1945 teruggedraaid.
Het gedenkteken werd in 1993 gerestaureerd en in 2004 als rijksmonument opgenomen in het Monumentenregister.
In 2021 kreeg het monument een nieuwe plaquette om Sarphati te duiden.